# سید حمید پورمحمدی
سید حمید پورمحمد گل‌سفیدی (زادهٔ ۲۸ دی ۱۳۴۶) معروف به حمید پورمحمدی مدیر امور بانکی و اقتصادی اهل ایران است. در ۱۴ مرداد ۱۴۰۳ مسعود پزشکیان در حکمی وی را به سمت معاون رئیس‌جمهور و رئیس سازمان برنامه و بودجه کشور منصوب کرد.
وی قائم‌مقام رئیس کل بانک مرکزی در دوره ریاست محمود بهمنی، مشاور عالی رئیس بانک مرکزی در سال ۱۳۸۷ در دوره طهماسب مظاهری، معاون امور بانکی، بیمه و شرکت‌های دولتی وزیر امور اقتصادی و دارایی از سال ۱۳۸۳ در دوره سید صفدر حسینی، داود دانش‌جعفری و سید شمس‌الدین حسینی بوده است.
سید حمید پورمحمدی نسبتی با مصطفی پورمحمدی ندارد.

## فعالیت‌ها
پورمحمدی در سال ۱۳۶۸ تا اوایل دهه ۱۳۷۰ به عنوان کارشناس حقوقی معاون اداره کل وزارت جهاد سازندگی (سازمان امور عشایر) و مدیرعامل شرکت شاهد استان چهارمحال و بختیاری فعالیت کرد.او در سال ۱۳۷۵ به معاونت برنامه‌ریزی و اداری و مالی استاندار استان چهارمحال و بختیاری رسید و ۴ سال بعد مدیرعامل شرکت سرمایه‌گذاری شاهد کشور بنیاد شهید انقلاب اسلامی شد.
در سال ۱۳۸۷ با استعفای داود دانش‌جعفری از سمت وزارت اقتصاد، حسین صمصامی به سرپرستی این وزارتخانه رسید و طرح ادغام همه بانک‌ها را در دستور کار قرار داد که با مخالفت برخی کارشناسان وزارت اقتصاد از جمله پورمحمدی مواجه شد. صمصامی بعد از ایستادگی پورمحمدی بر نظر خود وی را از وزارت اقتصاد اخراج کرد. ولی بعد از معرفی نشدن صمصامی به مجلس برای کسب سمت وزیر اقتصاد، پورمحمدی با دعوت و دستور محمود احمدی‌نژاد و حکم وزیر جدید اقتصاد یعنی شمس‌الدین حسینی دوباره به وزارت امور اقتصادی و دارایی برگشت.
در ۱۸ مهر ۱۳۸۸ پورمحمدی با حکم محمود احمدی‌نژاد به قائم مقامی بانک مرکزی ایران منصوب شد. روزنامه شرق در گزارشی در آن زمان پورمحمدی را «معمار اصلی ایده‌های بانکی دولت اصول‌گرا» و مردی در سایه بانک مرکزی خواند که اصلی‌ترین نقش را در مدیریت شبکه پولی کشور ایفا می‌کند.
پورمحمدی در اوایل آبان ۱۳۹۰ در جریان پرونده صادرات نفت و دور زدن تحریم بابک زنجانی که به اختلاس ۳ هزار میلیارد تومانی معروف شد برای مدتی بازداشت شد. اما در ۲۸ آذر آن سال با وثیقه ۵ میلیارد ریالی آزاد شد. پس از آن در سمت قائم مقام بانک مرکزی حفظ شد و به کار خود ادامه داد. بازداشت او انتقاد احمدی‌نژاد را برانگیخت. احمد توکلی، نماینده وقت مجلس، انتقاداتی را علیه پورمحمدی مطرح کرد. از جمله این که او بدون داشتن مدرک دکترا خود را دکتر معرفی می‌کند و به وظیفه خود برای مسئولیت نظارت بر بانک‌ها، صدور مجوز برای بانک‌ها، و مسئول تنظیم مقررات اعمالی، عمل نکرده است.
به نوشته انتخاب، پورمحمدی در میانه رسیدگی به اتهامات خود در دی ۱۳۹۱ با حکم بهروز مرادی معاون وقت برنامه‌ریزی و نظارت راهبردی رئیس‌جمهور (در دولت احمدی‌نژاد) به عنوان معاون برنامه‌ریزی این معاونت گماشته شد و نشان درجه ۲ لیاقت و مدیریت دریافت کرد. پس از آغاز به کار دولت حسن روحانی، محمدباقر نوبخت معاون برنامه‌ریزی او پورمحمدی را ابقا کرد و چند سمت مهم دیگر نیز به وی داد. انتخاب پس از انتشار این خبر اعلام کرد دریافته که دستگاه‌های نظارتی و امنیتی پورمحمدی را در در این پرونده بی‌گناه دانسته‌اند و حتی به نقش ایشان در مقابله با جریان اختلاس‌گر اشاره کرده‌اند. نوبخت در سال ۱۳۹۴ پورمحمدی را به عنوان معاون امور تولیدی سازمان برنامه و بودجه منصوب کرد. پورمحمدی مدتی ریاست ستاد تدوین برنامه ششم توسعه را برعهده داشت. در سال ۱۳۹۶ نوبخت، پورمحمدی را به جای فرهاد دژپسند به سمت معاون امور اقتصادی و هماهنگی برنامه و بودجه سازمان برنامه و بودجه کشور منصوب کرد.
در مهر ۱۳۹۶ اسحاق جهانگیری معاون اول رئیس‌جمهور، پورمحمدی را به عنوان دبیر ستاد فرماندهی اقتصاد مقاومتی منصوب کرد.
در ۹ خرداد ۱۴۰۰ پس از قوت گرفتن خبر برکناری عبدالناصر همتی از ریاست کلی بانک مرکزی، شایعه شد که پورمحمدی سکان هدایت بانک مرکزی را به عهده گرفته است که پس از دقایقی این شایعه توسط دفتر وی در سازمان برنامه تکذیب شد.
با شروع به کار دولت رئیس‌جمهور سید ابراهیم رئیسی، پورمحمدی به فعالیت خود عنوان معاون امور اقتصادی سازمان برنامه و بودجه تحت ریاست مسعود میرکاظمی ادامه داد و پس از رسیدن داود منظور به ریاست این سازمان، پورمحمدی از معاونت اقتصادی کنار رفت.
در ۱۴ مرداد ۱۴۰۳ مسعود پزشکیان، پورمحمدی را به عنوان معاون خود و رئیس سازمان برنامه و بودجه منصوب کرد. او با سال‌ها تجربه مدیریتی در بخش‌های مختلف اقتصادی و بودجه‌ریزی، اکنون مسئولیت یکی از کلیدی‌ترین نهادهای اقتصادی کشور را بر عهده دارد.

## سوابق
- کارشناس حقوقی - معاون اداره کل وزارت جهاد سازندگی (سازمان امور عشایر) ۱۳۶۸–۱۳۷۱
- مدیرعامل شرکت شاهد استان چهارمحال و بختیاری ۱۳۷۱–۱۳۷۵
- معاون برنامه‌ریزی و اداری و مالی استاندار استان چهارمحال و بختیاری ۱۳۷۵–۱۳۷۹
- مدیرعامل شرکت سرمایه‌گذاری شاهد کشور بنیاد شهید انقلاب اسلامی (تهران) ۱۳۷۹–۱۳۸۳
- معاون امور بانکی، بیمه و شرکت‌های دولتی وزارت امور اقتصادی و دارایی (تهران) ۱۳۸۳–۱۳۸۸
- قائم‌مقام بانک مرکزی ۱۳۸۸–۱۳۹۱
- معاون برنامه‌ریزی معاونت برنامه‌ریزی و نظارت راهبردی رئیس‌جمهور ۱۳۹۲–۱۳۹۳
- معاون امور تولیدی سازمان برنامه و بودجه کشور ۱۳۹۳–۱۳۹۶
- معاون امور اقتصادی و هماهنگی سازمان برنامه و بودجه کشور
- معاون سازمان برنامه و بودجه
- رئیس سازمان برنامه و بودجه ۱۴۰۲